# Giovanni Domenico de Cupis
Giovanni Domenico de Cupis (ur. 1493, zm. 10 grudnia 1553, w Rzymie) – włoski kardynał.

## Życiorys
Był synem Bernardino de Cupisa i Lucrezii Normanni. Jego matka była kochanką papieża Juliusza II i miała z nim córkę Felice della Rovere. Juliusz II zrobił z Giovanniego swojego sekretarza, a Leon X w 1517 podniósł go do rangi kardynała.
Administrator diecezji Trani (1517-51), Macerata e Recanati (1528-35), Adria (od 1528), Nardo (1532-36), Montepeloso (1532-37) i Camerino (1535-37. Biskup Albano (1531-32), Palestriny (1532-35), Porto e Santa Rufina (1535-37) i Ostia e Velletri (od 1537). Konsekrowany 21 grudnia 1531 przez Klemensa VII. Należał do komisji kardynalskich do spraw organizacji soboru powszechnego (Sobór trydencki), ds. krucjaty przeciw Imperium osmańskiemu i ds. reformy Kurii Rzymskiej. Przewodniczył Konklawe 1549–1550. Archiprezbiter bazyliki laterańskiej w Rzymie, brał udział w obchodach roku jubileuszowego 1550. Za pontyfikatu Juliusza III działał jako protektor Szkocji i Francji. Przyjaźnił się z założycielem zakonu jezuitów Ignacym Loyolą.
W młodości prowadził bardzo rozwiązłe życie – miał czwórkę naturalnych dzieci, jednak pod koniec życia stał się człowiekiem bardzo religijnym. Z powodu jego pobożności i łaskawości wobec innych nadano mu przydomek ottima tra i mortari.